# El León Español
El León Español fue un periódico editado en la ciudad española de Madrid en dos periodos, 1854-1860 y 1865-1866, durante el reinado de Isabel II.

## Historia
Editado en Madrid y de circulación diaria, se imprimió en su primera época en una imprenta propia y después en las de L. García. Su primer número aparecería el 1 de noviembre de 1854. El 19 de diciembre de 1860 suspendió su publicación. Volvió a editarse en 1865, con un número el 1 de enero de dicho año. El último año de esta segunda etapa, en la que fue impreso en las imprenta de  M. Tello y J. E. M. Aenlle, correspondería al 21 de marzo de 1866. De ideología «moderada», en un principio fue dirigido por José Gutiérrez de la Vega. En 1865 era director Eduardo Mier.
En sus páginas colaboraron como redactores nombres como los de Felipe Carrasco de Molina, Fermín Gonzalo Morón, Manuel Gutiérrez de la Vega, Florencio Janer, Fernando Martínez Pedrosa, Francisco Méndez Álvaro, José Ortega y Zapata, Francisco Pareja de Alarcón, Manuel de la Peña y Carlos Pravia.